# U-Bahn-Station Braunschweiggasse
Die Station Braunschweiggasse ist eine Station der Wiener U-Bahn-Linie U4 im 13. Wiener Gemeindebezirk Hietzing. Namensgeber ist die nach dem Besitzer des unweit von Schloss Schönbrunn gelegenen Palais Cumberland und Ehrenbürger Hietzings Wilhelm von Braunschweig benannte Gasse.

## Geschichte

Das ursprüngliche, von Otto Wagner gestaltete, Aufnahmsgebäude von 1898

Ursprünglich gehörte die im Auftrag der Commission für Verkehrsanlagen in Wien errichtete Station zur Oberen Wientallinie der Wiener Dampfstadtbahn, die vom Bahnhof Hütteldorf-Hacking zum Bahnhof Meidling-Hauptstraße führte. Das Aufnahmsgebäude wurde im Juni 1896 baulich fertiggestellt, die Betriebsaufnahme erfolgte am 1. Juni 1898. Ab 1925 verkehrte dann ersatzweise die Wiener Elektrische Stadtbahn. Der ursprüngliche architektonische Charakter der Station mit den typischen Elementen Otto Wagners ist aufgrund der schweren Schäden durch Fliegerbombentreffer am 21. Februar 1945 verloren gegangen. Die Wiederaufnahme des eingestellten Betriebes auf der Oberen Wientallinie erfolgte zwar schon am 27. Juni 1945, die Station Braunschweiggasse selbst konnte allerdings erst am 28. November 1948 wieder eröffnet werden. In den Jahren 1979 bis 1982 erfolgte der Umbau auf das heutige Erscheinungsbild – das Paneelsystem der Architektengruppe U-Bahn – das alle Wiener U-Bahn-Stationen prägt. Die Station erstreckt sich parallel zwischen dem Bett des Wienflusses und dem stark befahrenen Hietzinger Kai und verfügt über zwei Ausgänge: in Richtung Braunschweiggasse und in die im 14. Wiener Gemeindebezirk Penzing gelegene Jenullgasse.